# Roland Garros 2025
De 124e editie van het Franse grandslamtoernooi Roland Garros 2025 werd gehouden van zondag 25 mei tot en met zondag 8 juni 2025. Voor de vrouwen was het de 118e editie. Het toernooi werd gespeeld in het Roland-Garrosstadion in het 16e arrondissement van Parijs.
Op grond van een beslissing van de gezamenlijke internationale tennisbonden speelden deelnemers uit Rusland en Wit-Rusland zonder hun nationale kenmerken.

## Toernooisamenvatting
- Bij het mannenenkelspel was de Spanjaard Carlos Alcaraz de titelverdediger. In de finale werkte hij tegen de Italiaan Jannik Sinner drie toernooipunten weg in de vierde set en won uiteindelijk via een tiebreak in de vijfde set.
- Iga Świątek uit Polen probeerde haar titel bij het vrouwenenkelspel te verdedigen – in de halve finale werd zij uitgeschakeld. De titel ging dit jaar naar de Amerikaanse Cori Gauff.
- Marcelo Arévalo (El Salvador) en Mate Pavić (Kroatië) wonnen de mannendubbelspeltitel in 2024. Het koppel Marcel Granollers (Spanje) en Horacio Zeballos (Argentinië) won dit jaar het toernooi.
- Cori Gauff (VS) en Kateřina Siniaková (Tsjechië) waren de titelhoudsters in het vrouwendubbelspel. Siniaková nam deel aan de zijde van Taylor Townsend en verloor in de kwartfinale. De Italiaanse finalistes van 2024, Sara Errani en Jasmine Paolini wonnen de titel.
- Het gemengd dubbelspel werd in 2024 gewonnen door Laura Siegemund (Duitsland) en Édouard Roger-Vasselin (Frankrijk). De Italianen Sara Errani en Andrea Vavassori eisten de titel op bij dit toernooi-onderdeel.
- In het rolstoeltoernooi won de Nederlander Niels Vink, geflankeerd door Guy Sasson (Israël), de titel bij het quad-dubbelspel.[4]

### Toernooikalender
- Bronnen: [5][6]

| Roland Garros      | mei 2025 | mei 2025 | mei 2025 | mei 2025 | mei 2025 | mei 2025 | mei 2025 | juni 2025 | juni 2025   | juni 2025   | juni 2025    | juni 2025    | juni 2025    | juni 2025 | juni 2025 |
| Roland Garros      | zon 25   | maa 26   | din 27   | woe 28   | don 29   | vrĳ 30   | zat 31   | zon 1     | maa 2       | din 3       | woe 4        | don 5        | vrĳ 6        | zat 7     | zon 8     |
| ------------------ | -------- | -------- | -------- | -------- | -------- | -------- | -------- | --------- | ----------- | ----------- | ------------ | ------------ | ------------ | --------- | --------- |
| mannenenkelspel    | 1e ronde | 1e ronde | 1e ronde | 2e ronde | 2e ronde | 3e ronde | 3e ronde | 4e ronde  | 4e ronde    | kwartfinale | kwartfinale  |              | halve finale |           | finale    |
| vrouwenenkelspel   | 1e ronde | 1e ronde | 1e ronde | 2e ronde | 2e ronde | 3e ronde | 3e ronde | 4e ronde  | 4e ronde    | kwartfinale | kwartfinale  | halve finale |              | finale    |           |
| mannendubbelspel   |          |          | 1e ronde | 1e ronde | 2e ronde | 2e ronde | 3e ronde | 3e ronde  | kwartfinale | kwartfinale |              | halve finale |              | finale    |           |
| vrouwendubbelspel  |          |          | 1e ronde | 1e ronde | 1e ronde | 2e ronde | 2e ronde | 3e ronde  | 3e ronde    | kwartfinale | kwartfinale  |              | halve finale |           | finale    |
| gemengd dubbelspel |          |          |          | 1e ronde | 1e ronde | 1e ronde | 2e ronde | 2e ronde  | kwartfinale | kwartfinale | halve finale | finale       |              |           |           |

## Kwalificatietoernooi (enkelspel)
Algemene regels – Aan het hoofdtoernooi (enkelspel) doen bij de mannen en vrouwen elk 128 tennissers mee. De 104 beste mannen en 104 beste vrouwen van de wereldranglijst die zich inschrijven worden rechtstreeks toegelaten. Acht mannen en acht vrouwen krijgen van de organisatie een wildcard (zes toegekend door Roland Garros zelf, één door Tennis Australia en één door de United States Tennis Association). Voor de overige ingeschrevenen resteren dan in het hoofdtoernooi nog zestien plaatsen bij de mannen en zestien plaatsen bij de vrouwen – deze plaatsen worden via het kwalificatietoernooi ingevuld. Aan dit kwalificatietoernooi doen nog eens 128 mannen en 128 vrouwen mee.
De kwalificatiewedstrijden vonden plaats van maandag 19 tot en met vrijdag 23 mei 2025.
De volgende deelnemers aan het kwalificatietoernooi wisten zich een plaats te veroveren in de hoofdtabel:

### Mannenenkelspel
- Nikoloz Basilasjvili
- Ugo Blanchet
- Juan Manuel Cerúndolo
- Matteo Gigante
- Yannick Hanfmann
- Lloyd Harris
- Benjamin Hassan
- Kyrian Jacquet
- Pablo Llamas Ruiz
- Maximilian Marterer
- Filip Misolic
- Ethan Quinn
- Albert Ramos Viñolas
- Henrique Rocha
- Clément Tabur
- Giulio Zeppieri

Lucky losers
- Marin Čilić
- Daniel Elahi Galán
- Federico Agustín Gómez
- Elmer Møller
- Aleksandr Sjevtsjenko
- Thiago Agustín Tirante

### Vrouwenenkelspel
- Sára Bejlek
- María Lourdes Carlé
- Joanna Garland
- Nao Hibino
- Tamara Korpatsch
- Victoria Mboko
- Carole Monnet
- Julia Riera
- Leyre Romero Gormaz
- Daria Saville
- Oksana Selechmetjeva
- Solana Sierra
- Anastasija Soboljeva
- Lucrezia Stefanini
- Nina Stojanović
- Tereza Valentová

Lucky losers
- Joelija Starodoebtseva
- Taylor Townsend

## Belangrijkste uitslagen

### Regulier toernooi
Mannenenkelspel

Finale: Carlos Alcaraz (Spanje) won van Jannik Sinner (Italië) met 4-6, 6-7, 6-4, 7-6, 7-6
Vrouwenenkelspel

Finale: Cori Gauff (Verenigde Staten) won van Aryna Sabalenka () met 6-7, 6-2, 6-4
Mannendubbelspel

Finale: Marcel Granollers (Spanje) en Horacio Zeballos (Argentinië) wonnen van Joe Salisbury (VK) en Neal Skupski (VK) met 6-0, 6-7, 7-5
Vrouwendubbelspel

Finale: Sara Errani (Italië) en Jasmine Paolini (Italië) wonnen van Anna Danilina (Kazachstan) en Aleksandra Krunić (Servië) met 6-4, 2-6, 6-1
Gemengd dubbelspel

Finale: Sara Errani (Italië) en Andrea Vavassori (Italië) wonnen van Taylor Townsend (VS) en Evan King (VS) met 6-4, 6-2

### Junioren
Jongensenkelspel

Finale: Niels McDonald (Duitsland) won van Max Schönhaus (Duitsland) met 6-7, 6-0, 6-3
Meisjesenkelspel

Finale: Lilli Tagger (Oostenrijk) won van Hannah Klugman (VK) met 6-2, 6-0
Jongensdubbelspel

Finale: Oskari Paldanius (Finland) en Alan Ważny (Polen) wonnen van Noah Johnston (VS) en Benjamin Willwerth (VS) met 6-2, 6-3
Meisjesdubbelspel

Finale: Eva Bennemann (Duitsland) en Sonja Zhenikhova (Duitsland) wonnen van Alena Kovačková (Tsjechië) en Jana Kovačková (Tsjechië) met  4-6, 6-4, [10-8]

### Rolstoeltennis
Rolstoelmannenenkelspel

Finale: Tokito Oda (Japan) won van Alfie Hewett (VK) met 6-4, 7-6
Rolstoelvrouwenenkelspel

Finale: Yui Kamiji (Japan) won van Aniek van Koot (Nederland) met 6-2, 6-2
Quad-enkelspel

Finale: Guy Sasson (Israël) won van Niels Vink (Nederland) met 6-4, 7-5
Rolstoelmannendubbelspel

Finale: Alfie Hewett (VK) en Gordon Reid (VK) wonnen van Stéphane Houdet (Frankrijk) en Tokito Oda (Japan) met 6-4, 1-6, [10-7]
Rolstoelvrouwendubbelspel

Finale: Yui Kamiji (Japan) en Kgothatso Montjane (Zuid-Afrika) wonnen van Li Xiaohui (China) en Wang Ziying (China) met 4-6, 7-5, [10-7]
Quad-dubbelspel

Finale: Guy Sasson (Israël) en Niels Vink (Nederland) wonnen van Ahmet Kaplan (Turkije) en Donald Ramphadi (Zuid-Afrika) met 6-3, 6-4

### Rolstoeltennis junioren
Rolstoeljongensenkelspel

Finale: Maximilian Taucher (Oostenrijk) won van Charlie Cooper (Verenigde Staten) met 6-2, 7-6
Rolstoelmeisjesenkelspel

Finale: Vitória Miranda (Brazilië) won van Sabina Czauz (Verenigde Staten) met 6-3, 6-2
Rolstoeljongensdubbelspel

Finale: Charlie Cooper (Verenigde Staten) en Maximilian Taucher (Oostenrijk) wonnen van Luiz Calixto (Brazilië) en Alexander Lantermann (België) met 6-4, 6-0
Rolstoelmeisjesdubbelspel

Finale: Luna Gryp (België) en Vitória Miranda (Brazilië) wonnen van Sabina Czauz (Verenigde Staten) en Emma Gjerseth (Zweden) met 6-3, 6-2